# جزیره پایداری
جزیره پایداری محدوده‌ای احتمالی در جدول تناوبی است که ممکن است در آن عنصرهای فوق سنگینی یافت شود که برخلاف عنصرهای فوق سنگینی که تا کنون کشف شده، از پایداری نسبی برخوردار باشند. عنصرهای سنگین‌تر از اورانیم به صورت طبیعی در زمین وجود ندارند و به وسیلهٔ واکنش‌های هسته‌ای در آزمایشگاه‌ها ساخته می‌شوند. آن‌ها همگی پرتوزا و ناپایدارند و به‌طور کلی هرچه سنگین‌تر می‌شوند، نیمه‌عمرشان کوتاه‌تر می‌شود. برای مثال نیمه‌عمر عنصر ۱۱۵ (مسکوویم) ۰/۸ ثانیه، عنصر ۱۱۶ (لیورموریم) ۶۰ میلی‌ثانیه و عنصر ۱۱۸ (اوگانسون) تنها ۰/۷ میلی‌ثانیه است. اما طبق برخی نظریه‌ها در فیزیک هسته‌ای، دانشمندان حدس می‌زنند در محدوده‌ای از تعداد نوترون‌ها و پروتون‌ها، دوباره به عنصرهایی با پایداری بالا دست یابند. به این محدوده در اصطلاح جزیره پایداری گفته می‌شود. برای نمونه پیش‌بینی می‌شود عنصری با ۱۱۴ پروتون و ۱۸۴ نوترون، پایداری بالاتری نسبت به عنصرهای مجاورش داشته باشد و به اصطلاح در جزیرهٔ پایداری قرار داشته باشد.
منظور از دستیابی به جزیرهٔ پایداری، ساخت عنصر فوق سنگینی است که از پایداری بالایی برخوردار باشد. هرچند در عمل هنوز کسی موفق به انجام این کار نشده، ولی شواهدی از آزمایش‌های مختلف به دست آمده که امکان چنین کاری را تأیید می‌کنند. کشف جزیرهٔ پایداری یک هدف مهم در علم تلقی می‌شود، چنان‌که فیزیک‌دان روس ویتالی گینزبورگ این موضوع را یکی از ۳۰ مسئلهٔ مهم فیزیک برای قرن بیست و یکم می‌داند. در صورت چنین کشفی، عنصرهای فوق سنگینِ پایداری ساخته می‌شوند که پیش از این در زمین یافت نشده‌اند و در صورتی‌که نیمه عمرشان به اندازهٔ کافی طولانی باشد، می‌توان در آزمایش‌هایی واقعی خواص شیمیایی و فیزیکی آن‌ها را بررسی کرد که این امر می‌تواند به تکمیل مدل‌های نظری ساختار هسته کمک کند و دانش انسان از هستهٔ اتم را بهبود ببخشد. همچنین ممکن است کاربردهای جدیدی برای این عنصرها کشف شود.

## مبانی نظری
نظریهٔ جزیرهٔ پایداری مبتنی بر مدل پوسته‌ای هسته — یکی از مدل‌های توصیف هستهٔ اتم — است. مطابق این مدل نوترون‌ها و پروتون‌ها در ترازهای انرژی متفاوتی حول مرکز هسته توزیع شده‌اند. هرکدام از این ترازها را اصطلاحاً یک پوسته می‌نامند. هر پوسته فقط می‌تواند تعداد مشخصی نوترون یا پروتون را در خود جای دهد و با پر شدن یک پوسته، نوترون یا پروتون بعدی به پوستهٔ بالاتر که شعاع بزرگتری دارد می‌رود. از این لحاظ، شعاع پوسته‌ها مانند شعاع لایه‌های پیاز حول مرکز هسته افزایش می‌یابد. پر بودن کامل یک پوسته باعث افزایش پایداری یک هسته می‌شود؛ مثلاً در عنصری مانند قلع، آخرین پوستهٔ هسته کاملاً از پروتون‌ها پر است و به همین دلیل هسته آن به طرز نامعمولی پایدار است. به تعدادی از نوترون‌ها و پروتون‌ها که یک پوسته را پر می‌کنند، عددهای جادویی گفته می‌شود. عددهای جادویی پروتون‌ها عبارتند از ۲، ۸، ۲۰، ۲۸، ۵۰ و ۸۲؛ عددهای جادویی نوترون‌ها نیز عبارتند از ۲، ۸، ۲۰، ۲۸، ۵۰، ۸۲ و ۱۲۶.
عددهای جادویی یاد شده، عددهایی هستند که تاکنون کشف شده‌اند. اما بر پایهٔ مدل پوسته‌ای هسته، پیش‌بینی می‌شود عددهای جادویی بالاتری نیز برای پر کردن پوسته‌های هسته‌های سنگین‌تر وجود داشته باشند. طبق محاسبه‌ها، عددهای جادویی بعدی نوترون‌ها ۱۲۶ و ۱۸۴ هستند. محاسبهٔ این عددها برای پروتون‌ها کمی مشکل‌تر است و تاکنون چند پیش‌بینی مختلف مانند ۱۱۴، ۱۲۰ یا ۱۲۶ صورت گرفته‌است.
هسته‌ای که شامل یک پوستهٔ نوترونی یا پروتونی پر شده باشد، به هستهٔ جادویی معروف است و به‌طور نسبی از سایر هسته‌ها پایدارتر است. هسته‌ای که در آن هر دو پوستهٔ نوترونی و پروتونی پر شده باشند، هستهٔ دوچندان جادویی نامیده می‌شود. اتم‌های هلیم، اکسیژن، کلسیم و سرب همگی ایزوتوپ‌هایی دارند که هسته‌های دوچندان جادویی دارند و کاملاً پایدارند:
He۴
۲ و O۸
۱۶ و Ca۴۰
۲۰ و Ca۴۸
۲۰ و Pb۲۰۸
۸۲
در میان آن‌ها کلسیم نمونهٔ خوبی برای بررسی است. تعداد پروتون‌های آن ۲۰ است که یک عدد جادویی است، اما دو ایزوتوپ مختلف با دو عدد نوترونی جادویی ۲۰ و ۲۸ دارد که هر دو پایدارتر از سایر ایزوتوپ‌های کلسیم هستند و ایزوتوپ ۲۸ نوترونی از ایزوتوپ ۲۰ نوترونی نیز پایدارتر است.

شبیه‌سازی سه‌بعدی مکان احتمالی جزیرهٔ پایداری

برای محاسبهٔ عددهای جادویی هسته‌های فوق سنگین، باید مسئلهٔ تغییر شکل هسته را نیز در نظر گرفت. شکل یک هستهٔ دوچندان جادویی، کروی است. هسته‌های دیگر تغییر شکل داده و به صورت بیضوی کشیده یا بیضوی پَخت درمی‌آیند. این امر منجر به بازآرایی پروتون‌ها و نوترون‌ها در پوسته‌ها می‌شود. این پوسته‌های تغییر شکل یافته برای پر شدن به مجموعه‌های جدیدی از نوترون‌ها و پروتون‌ها نیاز دارند که می‌تواند باعث تغییر عددهای جادویی برای رسیدن به هسته‌های فوق سنگین کروی بشود. لذا بر پایهٔ مدل پوسته‌ای هسته پیش‌بینی می‌شود بتوان هسته‌های فوق سنگینی ساخت که هر دو پوستهٔ نوترونی و پروتونی در آن‌ها پر شده باشند و در عین حال شکل هسته‌شان کروی باشد و بنابراین از پایداری بالایی برخوردار باشند.

## تاریخچه
پس از کشف اورانیوم در سال ۱۷۸۹، آن را آخرین عنصر جدول تناوبی می‌پنداشتند. این تصور تا بیش از یک قرن ادامه داشت. اما با کشف نوترون در سال ۱۹۳۲، دانشمندان متوجه برهم‌کنش‌های آن با هستهٔ اتم شدند و پی بردند که با استفاده از این برهم‌کنش‌ها می‌توان عنصرهای سنگین‌تری خلق کرد. ادوین مک‌میلان در سال ۱۹۳۹ برای نخستین بار اورانیم را با نوترون‌های کُند شده بمباران کرد و موفق به ساخت اولین عنصر فرااورانیمی یعنی نپتونیم با عدد اتمی ۹۳ شد. سپس گلن سیبورگ و همکارانش در دانشگاه کالیفرنیا در برکلی عنصر ۹۴ را تولید کردند. آن‌ها در ابتدا قصد داشتند این عنصر را «اولتیمیُم» یا «اکسترمیُم» به معنای «عنصر نهایی» بنامند چرا که تصور می‌کردند با افزایش بیشتر تعداد پروتون‌ها در هسته، نیروهای دافعهٔ کولنی آنقدر زیاد می‌شوند که هسته را متلاشی می‌کنند و بنابراین عنصر ۹۴ آخرین عنصر ممکن است. اما کمی بعد معلوم شد که این فرضیه اشتباه است و عنصر مذکور را پلوتونیم نامیدند.

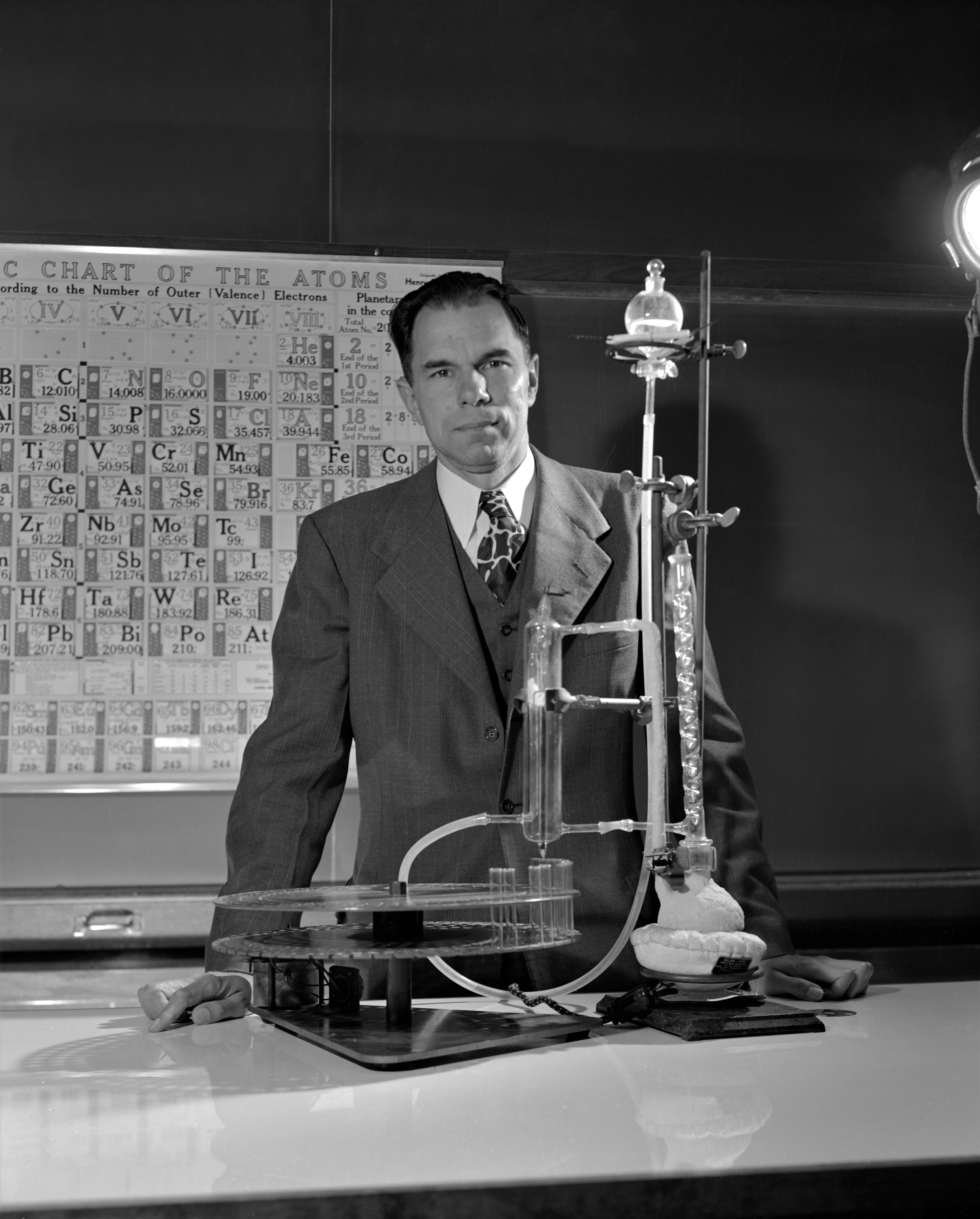
گلن سیبورگ برای نخستین بار اصطلاح «جزیرهٔ پایداری» را ابداع کرد. او در ساختن ده عنصر فرااورانیمی مشارکت داشت. عنصر ۱۰۶ جدول تناوبی به افتخار او سیبورگیم نامیده شد.

طی دو دههٔ بعد کار ساخت عنصرهای فرااورانیمی ادامه یافت و سیبورگ و همکارانش تا سال ۱۹۶۲، نُه عنصر دیگر کشف کردند و شمار عنصرهای جدول تناوبی را به ۱۰۳ رساندند. اما آن‌ها مشاهده می‌کردند که نیمه‌عمر این عنصرها با افزایش عدد اتمی کمتر و کمتر می‌شود و برای ادامهٔ کار نیاز به پشتوانهٔ نظری قابل اعتمادی داشتند. در آن هنگام طبق مدل قطره مایعی هسته، پیش‌بینی می‌شد که پایداری عنصرها پس از اورانیم رو به کاهش می‌رود و آخرین عنصر ممکن، عنصر ۱۱۰ خواهد بود. اما با پیشرفت مدل پوسته‌ای هسته، فیزیک‌دانان برآوردهای جدیدی از پایداری عنصرهای فوق سنگین انجام دادند. در سال ۱۹۵۷ فیزیک‌دان آلمانی-آمریکایی گرترود شارف گولدهابر با استفاده از مدل پوسته‌ای هسته پیش‌بینی کرد که پس از عدد اتمی ۸۲ (عنصر سرب) عددهای ۱۲۶ و ۱۸۴ مجدداً پوسته‌های هسته را تکمیل می‌کنند و در این محدوده می‌توان عنصرهایی پایدار یافت. از آنجا که با فناوری‌های آن زمان ساخت عنصرهایی با چنین عددهای اتمی بالایی غیرممکن می‌نمود، این فرضیه توجه جامعهٔ علمی را به خود جلب نکرد. از سوی دیگر در دههٔ ۱۹۶۰، محققان با برون‌یابی نتایج آزمایش‌های موجود، نتیجه گرفتند نیمه‌عمر عنصرهای فراتر از عدد اتمی ۱۰۸ به دلیل شکافت خودبه خودی آن قدر کوتاه خواهد بود که عملاً نمی‌توانند وجود داشته باشند. بنابراین هرچند کار ساخت عنصرهای فرااورانیمی در عمل ادامه داشت، از لحاظ نظری دورنمای روشنی پیش روی محققان وجود نداشت.
اما این وضعیت در سال ۱۹۶۶ با انتشار سه مقالهٔ مهم تغییر کرد. مایرز و سویاتِکی اعلام کردند که با پر شدن پوسته‌های هسته در عددهای اتمی بالاتر از ۸۲، مجدداً پایداری بسیار بالایی در برابر شکافت خود به خودی حاصل می‌شود. این نظریه کاملاً برعکس پیش‌بینی مدل قطره مایعی هسته بود. سپس هاینِر مِلدنر و سوبیچفسکی در دو مقالهٔ جداگانه، به‌طور مستقل عدد اتمی عنصر پایدار بعدی را ۱۱۴ محاسبه کردند. این نتیجه توسط چند گروه دیگر که از روش‌های محاسباتی دیگری استفاده کردند نیز تأیید شد. عنصر ۱۱۴، از عنصر ۱۰۳ که تا آن هنگام کشف شده بود چندان دور نبود و همین انگیزه‌ای جدید برای ادامهٔ کار ایجاد کرد. بر پایهٔ همین نظریه، گلن سیبورگ در اواخر دههٔ ۱۹۶۰ اصطلاحات تمثیلی «جزیرهٔ پایداری» و «دریای ناپایداری» را ابداع کرد. منظور او از دریای ناپایداری محدودهٔ بین عنصرهای ۱۰۱ تا ۱۱۱ بود که نیمه‌عمر بسیار کوتاهی داشتند و جزیرهٔ پایداری نیز محدودهٔ عنصرهای ۱۱۲ تا ۱۱۸ بود که در مرکز آن، هستهٔ دوچندان جادویی با عدد جرمی ۱۸۴ و عدد اتمی ۱۱۴ با بالاترین نیمه‌عمر قرار داشت.

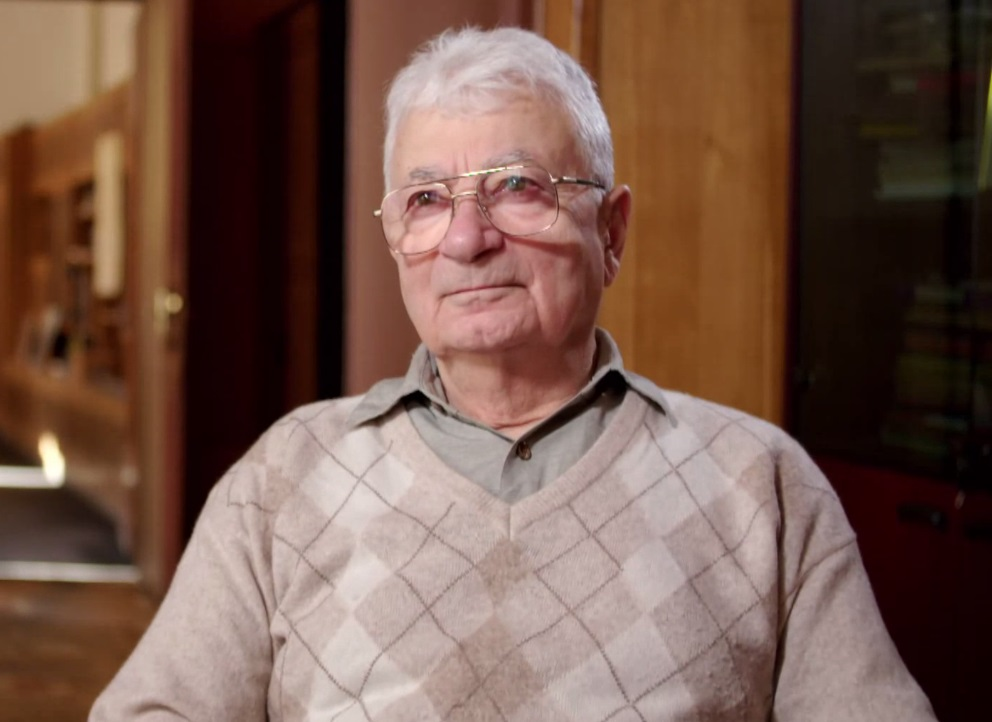
یوری اوگانِسیان و همکارانش برای نخستین بار موفق به ساخت عنصر ۱۱۴ شدند. وی در ساختن چندین عنصر فوق سنگین دیگر مشارکت داشته‌است. عنصر ۱۱۸ جدول تناوبی به افتخار او اوگانسون نامیده شد.

به پشتوانهٔ این نظریهٔ جدید، تلاش برای ساخت عنصرهای سنگین‌تر با انگیزه بیشتری ادامه یافت و این عنصرها یکی پس از دیگری در شتاب‌دهنده‌های ذرات ساخته شدند. بالاخره در حدود سی سال بعد، در ۱۹۹۹، عنصر ۱۱۴ (فلِروویم) در مؤسسهٔ مشترک پژوهش‌های هسته‌ای دوبنا در روسیه، توسط فیزیک‌دان هسته‌ای یوری اوگانسیان و همکارانش ساخته شد. ایزوتوپی که ساخته شد ۱۷۵ نوترون داشت که ۹ نوترون کمتر از عدد جادویی ۱۸۴ بود. با این حال نیمه‌عمری در حدود ۲ ثانیه داشت. به گفتهٔ اوگانسیان، بدون در نظر گرفتن نظریهٔ جزیرهٔ پایداری، نیمه‌عمر این ایزوتوپ باید تنها در حدود ۱۹-۱۰ ثانیه می‌بود. این مشاهده عملاً نشان می‌داد افزایش تعداد نوترون‌ها منجر به افزایش چشمگیر نیمه‌عمر این عنصر می‌شود و ممکن است با رساندن شمار نوترون‌های آن به ۱۸۴ به پایداری بالایی دست یافت. یوری اوگانسیان اظهار کرد که «با این کشف ما نشان داده‌ایم که جزیرهٔ پایداری وجود دارد. هم‌اکنون ما به ساحل غربی جزیرهٔ پایداری رسیده‌ایم». با این حال برای بررسی دقیق این نظریه باید تعداد نوترون‌های این عنصر را به ۱۸۴ رساند. چیزی که هنوز کسی راهی برای انجام آن پیدا نکرده. علاوه بر آن دانشمندان هم‌اکنون بر سر مکان واقعی جزیرهٔ پایداری اختلاف دارند و بعضی عقیده دارند عددهای اتمی جادویی بعدی ۱۲۰ یا ۱۲۶ هستند؛ بنابراین هنوز این مسئله به‌طور قطعی حل نشده و پژوهش برای یافتن جزیرهٔ پایداری همچنان ادامه دارد.

## حدود احتمالی جزیرهٔ پایداری
حدود جزیرهٔ پایداری هنوز به‌طور قطعی مشخص نشده. چرا که برای محاسبهٔ تعداد پروتون‌ها و نوترون‌های جادویی روش‌های مختلفی وجود دارد که جواب‌های مختلفی به دست می‌دهند. گروهی از نظریه‌پردازان عدد جادویی پروتون‌ها را ۱۰۸، ۱۱۰ یا ۱۱۴ می‌دانند و گروهی دیگر ۱۱۴، ۱۲۰ یا ۱۲۶. اما در مورد تعداد نوترون‌ها اجماع بیشتری وجود دارد و هر دو گروه عدد جادویی نوترون‌ها را ۱۸۴ می‌دانند. آزمایش‌های عملی نیز این عدد را تأیید می‌کنند چرا که صرفنظر از تعداد پروتون‌ها، با نزدیک شدن تعداد نوترون‌ها به ۱۸۴، پایداری ایزوتوپ‌های یک عنصر افزایش میابد. برخی پژوهشگران عدد ۱۲۲ را نیز برای پروتون‌ها جادویی می‌دانند. برآوردهای دیگری مانند عدد اتمیِ ۱۴۲ و عدد جرمیِ ۲۲۸ نیز وجود دارد.

## جزیرهٔ پایداری دوم
در ۲۳۵ اُمین گردهمایی انجمن شیمی آمریکا در سال ۲۰۰۸، یوری اوگانسیان اظهار کرد که که علاوه بر یک جزیرهٔ پایداری حوالی عنصر ۱۱۴ (فلروویم)، ممکن است جزیرهٔ پایداری دومی در حوالی عنصر ۱۶۴ نیز وجود داشته باشد. مرکز این جزیره احتمالاً ایزوتوپی از این عنصر با ۳۱۸ نوترون است. این عنصر فاصلهٔ زیادی از عنصرهایی که تاکنون ساخته شده‌اند دارد و برای ساخت آن نیاز به شتاب‌دهنده‌های قوی‌تر و پیشرفته‌تری هست.

## نیمه عمر احتمالی
در مورد نیمه‌عمر عنصرهای واقع در این جزیره، پیش‌بینی‌های مختلفی از چند دقیقه تا میلیون‌ها سال صورت گرفته‌است. در اواخر دههٔ ۱۹۶۰ که این نظریهٔ تازه ارائه شده بود، نخستین پیش‌بینی‌ها حاکی از نیمه‌عمری در حدود دویست میلیون سال بودند که از این نظر این عنصرها فوق‌العاده پایدار تصور می‌شدند. در اواخر دههٔ ۱۹۹۰ با در نظر گرفتن تمام روش‌های واپاشی مانند شکافت خود به خودی و واپاشی آلفا، عدد ۲۰۰۰ سال به دست آمد. اما با پیشرفت در ساخت عنصرهای فوق سنگین مشاهده شد که نیمه‌عمر آن‌ها به ثانیه و میلی‌ثانیه می‌رسد؛ بنابراین هم‌اکنون احتمال نیمه‌عمر چندان بالایی برای عنصرهای واقع در جزیره نمی‌رود. تخمین‌های فعلی در حدود چند دقیقه تا حداکثر بیست روز هستند و یک تخمین خوش‌بینانه نیز حدود هزار سال است. با این حال هیچ‌کدام از این پیش‌بینی‌ها قطعیت کافی ندارند و تا وقتی این عنصرها در عمل ساخته نشده‌اند، کسی نمی‌تواند جوابی قطعی به این پرسش بدهد.

## مشکلات پژوهش‌های بیشتر
با بالا رفتن عدد اتمی عنصرهای ساخته شده، تحقیق روی آن‌ها و نیز ساختن عنصرهای سنگین‌تر پیوسته دشوارتر می‌شود و همین مسائل پژوهش دربارهٔ جزیرهٔ پایداری را مشکل‌تر می‌کنند. این مشکلات دو جنبهٔ فنی و نظری دارند.
- از جنبهٔ فنی، ساختن ایزوتوپ‌هایی که به عنوان هدف یا پرتابه در شتاب‌دهنده‌ها به کار می‌روند گاهی بسیار گران تمام می‌شود؛ مثلاً برای ساخت تِنِسین (عنصر ۱۱۷) از ایزوتوپ کلسیم-۴۸ به عنوان پرتابه استفاده شد. این ایزوتوپِ کلسیم بیشترین تعداد نوترون را دارد و پرتابه‌ای بسیار مناسب به‌شمار می‌رود. اما فراوانی آن بسیار کم است و فقط ۰٪/۱۹ از کلسیم طبیعی را تشکیل می‌دهد و بهای یک گرم آن دویست هزار دلار است. از سوی دیگر به عنوان هدف از ایزوتوپ برکلیم-۲۴۹ استفاده شد. نیمه‌عمر این ایزوتوپ تنها ۳۱۰ روز است و ساخت ۲۲ میلی‌گرم از آن دو سال طول کشید.[۳۵] اما برای ساختن عنصرهای سنگین‌تر نیاز به هدف‌های سنگین‌تری مثل اینشتینیم یا فرمیم است که با فناوری‌های فعلی حتی نمی‌توان به مقدار کافی از آن‌ها تولید کرد. برای تولید مقادیر بیشتری از این ایزوتوپ‌ها و نیز ساخت عنصرهای سنگین‌تر از ۱۱۸ نیاز به نسل جدید شتاب‌دهنده‌ها با انرژی‌های بالاتر هست.[۳۶]
- از جنبهٔ نظری نیز راه دقیق رسیدن به عنصرهای سنگین‌تر مشخص نیست. فیزیک‌دان هسته‌ای ویتولد نظرویچ[د] در این بار می‌گوید: «مشکل این است که نمی‌دانیم چگونه باید به این هدف مهم دست یابیم. می‌توان از عنصرهای مختلفی به عنوان پرتابه و هدف برای این کار استفاده کرد و فیزیک‌دانان هنوز در حال بحث برای یافتن بهترین واکنش ممکن هستند. واقعیت این است که مدل‌های نظری فعلی از هستهٔ اتم، از دقت کافی برای ارائهٔ پیش‌بینی‌های دقیق برخوردار نیستند.»[۳۷]

## برنامه‌های پژوهشی آینده
پروژه‌هایی برای تحقیق بیشتر در مورد جزیرهٔ پایداری در دست انجام است.
کانون اصلی این تحقیقات تاکنون «آزمایشگاه فلروف» در مؤسسهٔ مشترک پژوهش‌های هسته‌ای دوبنا در روسیه بوده‌است. آن‌ها علاوه بر ارتقای شتاب‌دهنده‌های کنونی‌شان، مشغول ساخت یک سیکلوترون جدید برای انجام تحقیقات پیشرفته‌تر هستند. این سیکلوترون که DC-280 نام دارد، شدت باریکه‌های یون‌ها را تا ده برابر فعلی افزایش خواهد داد و دقت جداکننده‌های ذرات در آن دو برابر جداکننده‌های کنونی است. این سیکلوترون که بخش اصلی «کارخانهٔ تولید عنصرهای فوق سنگین» در این مؤسسه است، اواخر سال ۲۰۱۷ به بهره‌برداری می‌رسد و پیشرفته‌ترین شتاب‌دهندهٔ جهان در زمینهٔ ساخت عنصرهای فوق سنگین خواهد بود. پژوهشگران این مؤسسه در نخستین قدم اقدام به ساخت عنصرهای ۱۱۹ و ۱۲۰ خواهند کرد و در کنار آن به تحقیق بر روی جزیرهٔ پایداری ادامه خواهند داد.
مرکز تحقیقات یون‌های سنگین جی‌اس‌آی هِلم‌هولتز در دارمشتات آلمان نیز یکی از کانون‌های فعال در زمینه ساخت و تحقیق دربارهٔ عنصرهای فوق سنگین در جهان است. آن‌ها تاکنون موفق به ساخت عنصرهای ۱۰۷، ۱۰۸، ۱۰۹، ۱۱۱ و ۱۱۲ شده‌اند. «تأسیسات پژوهش‌های یون و پادپروتون» جدیدترین پروژهٔ این مرکز است که قرار است تا سال ۲۰۲۵ به بهره‌برداری کامل برسد. در این برنامه علاوه بر ارتقای شتاب‌دهندهٔ خطی این مؤسسه موسوم به «شتاب‌دهندهٔ خطی همگانی»، یک سیکلوترون (شتاب‌دهندهٔ حلقوی) جدید نیز ساخته خواهد شد. یکی از هدف‌های متعدد پژوهشی این آزمایشگاه، تحقیق بر روی هسته‌های فوق سنگین و نسبت‌های پروتون به نوترون در این هسته‌ها است.
مؤسسهٔ تحقیقاتی ریکن ژاپن نیز از دیگر مؤسسه‌های مهم در این زمینه است. آن‌ها در سال ۲۰۱۴ موفق به ساخت عنصر ۱۱۳ (نیهونیم) شدند. پروفسور «کوسوکه موریتا» که مدیریت این تحقیقات را بر عهده داشت، اعلام کرده که پس از ارتقای شتاب‌دهنده‌های این مؤسسه، تلاش برای رسیدن به عنصرهای ۱۱۹ و ۱۲۰ از اواخر سال ۲۰۱۷ شروع خواهد شد. هدف‌های اصلی آنان ساخت این دو عنصر، بررسی ویژگی‌های شیمیایی آنان و نیز کشف جزیرهٔ پایداری است.
در ایالات متحدهٔ آمریکا نیز برنامه‌هایی برای آینده در دست انجام است. دانشگاه میشیگان در حال ساخت آزمایشگاه جدیدی به نام آزمایشگاه پرتوهای ایزوتوپ‌های کمیاب است که قرار است در سال ۲۰۲۲ به بهره‌برداری کامل برسد. این مرکز از یک شتاب‌دهندهٔ خطی بهره می‌برد که قادر است ذرات را به سرعتی معادل نصف سرعت نور برساند. هدف اصلی آن‌ها ساختن کمیاب‌ترین ایزوتوپ‌هایی است که در حال حاضر ساختشان غیرممکن یا بسیار دشوار است. علاوه بر آن اقدام به ساخت عنصرهای فوق سنگین جدید نیز خواهند کرد. فیزیک‌دان هسته‌ای ویتولد نظرویچ که از دانشمندان ارشد این پروژه است، اعلام کرده که جستجوی جزیرهٔ پایداری یکی از هدف‌های او پس از راه‌اندازی این مرکز است.

## جستجوی جزیرهٔ پایداری در طبیعت
کمی بعد از ارائهٔ نظریهٔ جزیرهٔ پایداری، پژوهشگران حدس زدند که بتوان نمونه‌هایی از این عنصرها را در طبیعت یافت. چرا که احتمال تشکیل چنین عنصرهایی در وقایع کیهانی مانند انفجار ابرنواخترها یا برخورد دو ستارهٔ نوترونی وجود دارد و ممکن است مقادیر بسیار اندکی از آن‌ها در قالب پرتوهای کیهانی یا درون شهاب‌سنگ‌ها به زمین رسیده باشد. نخستین برآوردهای نظری دربارهٔ نیمه‌عمر هسته‌های حوالی عدد اتمی=۱۱۴ و عدد جرمی=۱۸۴ در اواخر دههٔ ۱۹۶۰ انجام شد و نتایجی در حدود ۱۰۸ × ۲ سال به دست آمد. این نیمه‌عمر به اندازهٔ کافی طولانی بود که بتوان این عنصرها را در زمین پیدا کرد. به همین دلیل جستجوهای گسترده‌ای برای یافتن آن‌ها در طبیعت انجام شد. در این میان محققان مؤسسهٔ مشترک پژوهش‌های هسته‌ای دوبنا در اتحاد شوروی به رهبری فیزیکدان گئورگی فلروف تحقیقات وسیعی انجام دادند. اما نتیجه‌ای حاصل نشد.
این کاوش‌ها در کشورهای دیگر نیز صورت گرفت. هرازگاهی برخی پژوهشگران ادعا می‌کردند ردی از این عنصرها یافته‌اند. برای مثال در دههٔ ۱۹۶۰ شیمیدان ادوارد آندرس شهاب‌سنگی را که در مکزیک یافت شده بود بررسی کرد و اعلام کرد عنصر زنون موجود در این شهاب‌سنگ حاصل فروپاشی عنصری ناشناخته است که عدد اتمی‌اش بین ۱۱۲ تا ۱۱۹ بوده‌است. اما بعد از سال‌ها تحقیق، او در دههٔ ۱۹۸۰ ادعای خود را پس گرفت.
امروزه تصور می‌رود نیمه‌عمر این عنصرها کوتاه‌تر از آن است که بتوان آن‌ها را در منظومهٔ شمسی و به ویژه در زمین یافت. اما ممکن است بتوان ردی از آن‌ها به دست آورد. فیزیک‌دان یوری اوگانسیان عقیده دارد بهترین مکان برای یافتن رد این عنصرها در شهاب‌سنگ‌های پالازیت است. چرا که این نوع شهاب‌سنگ‌ها حاوی کانی اولیوین هستند. در صورتی‌که یک عنصر فوق سنگین از درون کانی اولیوین عبور کند، ردی در آن به جای می‌گذارد که با میکروسکوپ قابل شناسایی است. طول این رد به عدد اتمی عنصر بستگی دارد. به گفتهٔ اوگانسیان: «شهاب‌سنگی که صد میلیون سال در فضا سیر می‌کرده، مانند یک دوربین عکاسی است که از عنصر فوق سنگینی که میلیون‌ها سال پیش از درون آن رد شده، عکس گرفته‌است.» پژوهش برای یافتن عنصرهای فوق سنگین در طبیعت هنوز ادامه دارد.

## واژه‌نامه
1. ↑  magic numbers
2. ↑  magic nucleus
3. ↑  doubly magic nucleus
4. ↑  ultimium
5. ↑  extremium
6. ↑  Myers
7. ↑  Swiatecki
8. ↑  Heiner Meldner
9. ↑  Sobiczewski
10. ↑  Witold Nazarewicz
11. ↑  Facility for Antiproton and Ion Research (FAIR)
12. ↑  Universal linear accelerator (UNILAC)
13. ↑  Riken
14. ↑  Kosuke Morita
15. ↑  Facility for Rare Isotopes Beams (FRIB)
16. ↑  Edward Anders